# Estuaire (festival)
 (mai 2025).
Si vous disposez d'ouvrages ou d'articles de référence ou si vous connaissez des sites web de qualité traitant du thème abordé ici, merci de compléter l'article en donnant les références utiles à sa vérifiabilité et en les liant à la section « Notes et références ».
 (décembre 2022).
Pour les articles homonymes, voir Estuaire (homonymie).
Estuaire est une manifestation estivale d'art contemporain créée par l'équipe du Lieu unique et organisée le long de l'estuaire de la Loire, de Nantes à Saint-Nazaire, entre 2007 et 2012.

## Présentation
Certaines créations ont été éphémères, mais d’autres, installées définitivement sur le territoire, composent un parcours touristique permanent. Le fleuve, ses paysages et les œuvres d'Estuaire font l'objet d'une croisière fluviale d'avril à octobre (dans le cadre du Voyage à Nantes) mais peuvent se découvrir toute l’année à pied, à vélo, ou en voiture.

## Film
Le court-métrage Estuaire, réalisé en octobre 2012 par Gaëtan Chataigner, avec Julien Doré en acteur principal et d'une durée de 16 minutes, retrace les œuvres d'Estuaire de Nantes à Saint-Nazaire. Il est présenté le 28 janvier 2013.

## Histoire

### Origine
La ville de Nantes initie en 2005 l'idée d'une manifestation culturelle articulée sur la Loire afin de changer l'image de la ville.

### 2007
La première édition est mise en place par Jean Blaise.

#### Les divinités foraines

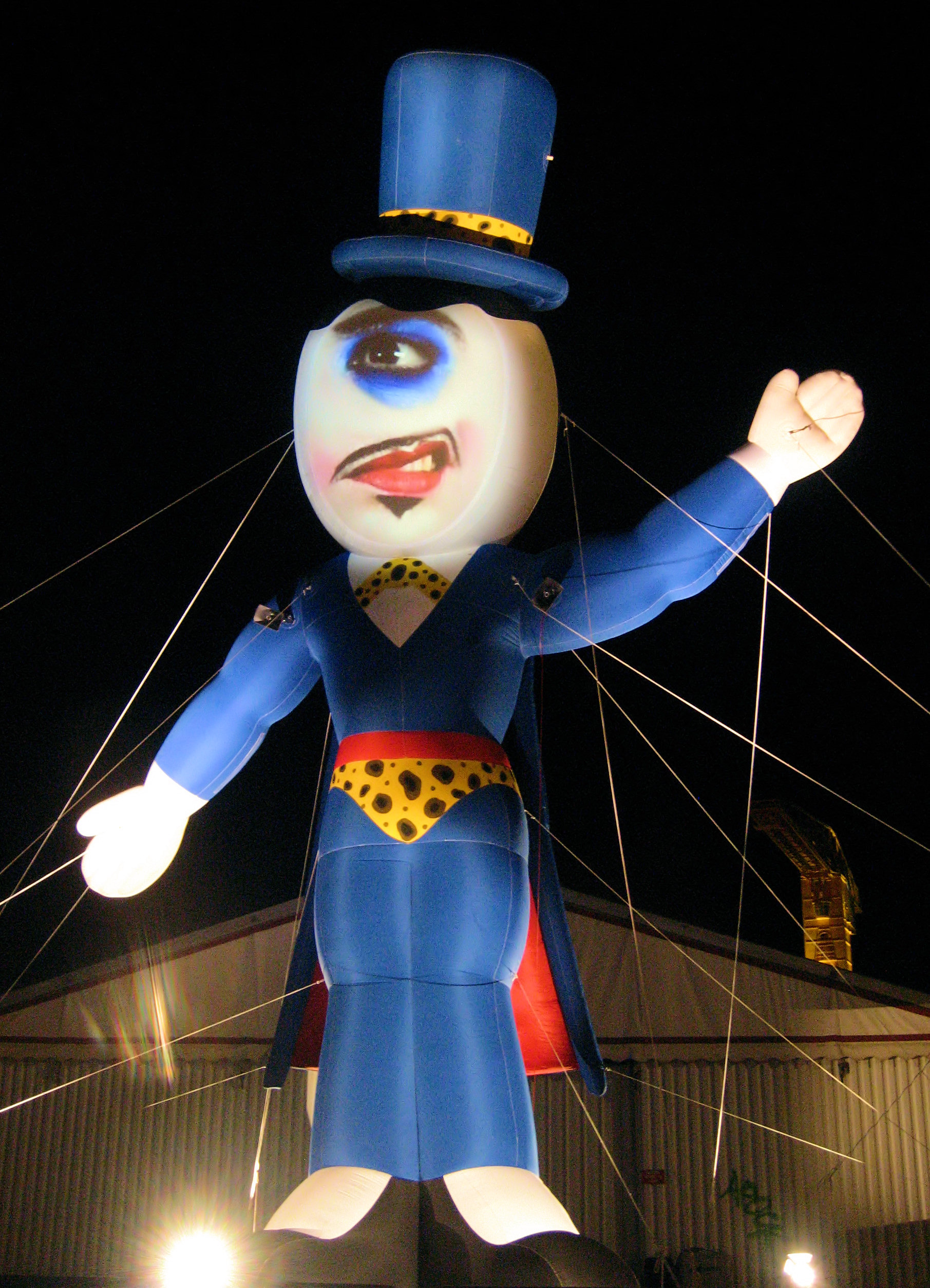
Le professeur Vertigo est un monsieur Loyal cyclope de 14 mètres de haut.
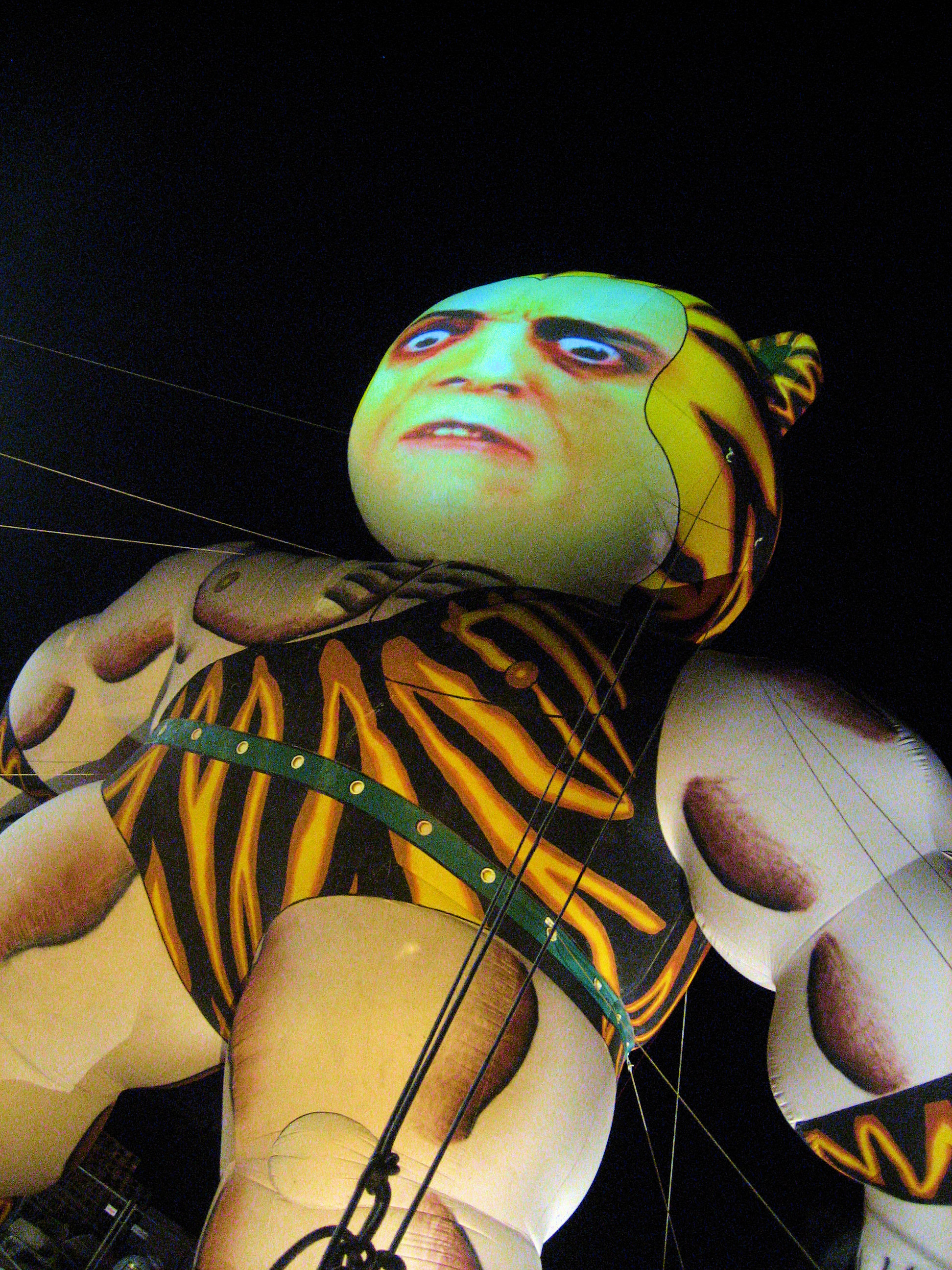
Le nain Koloss (13 mètres de haut)
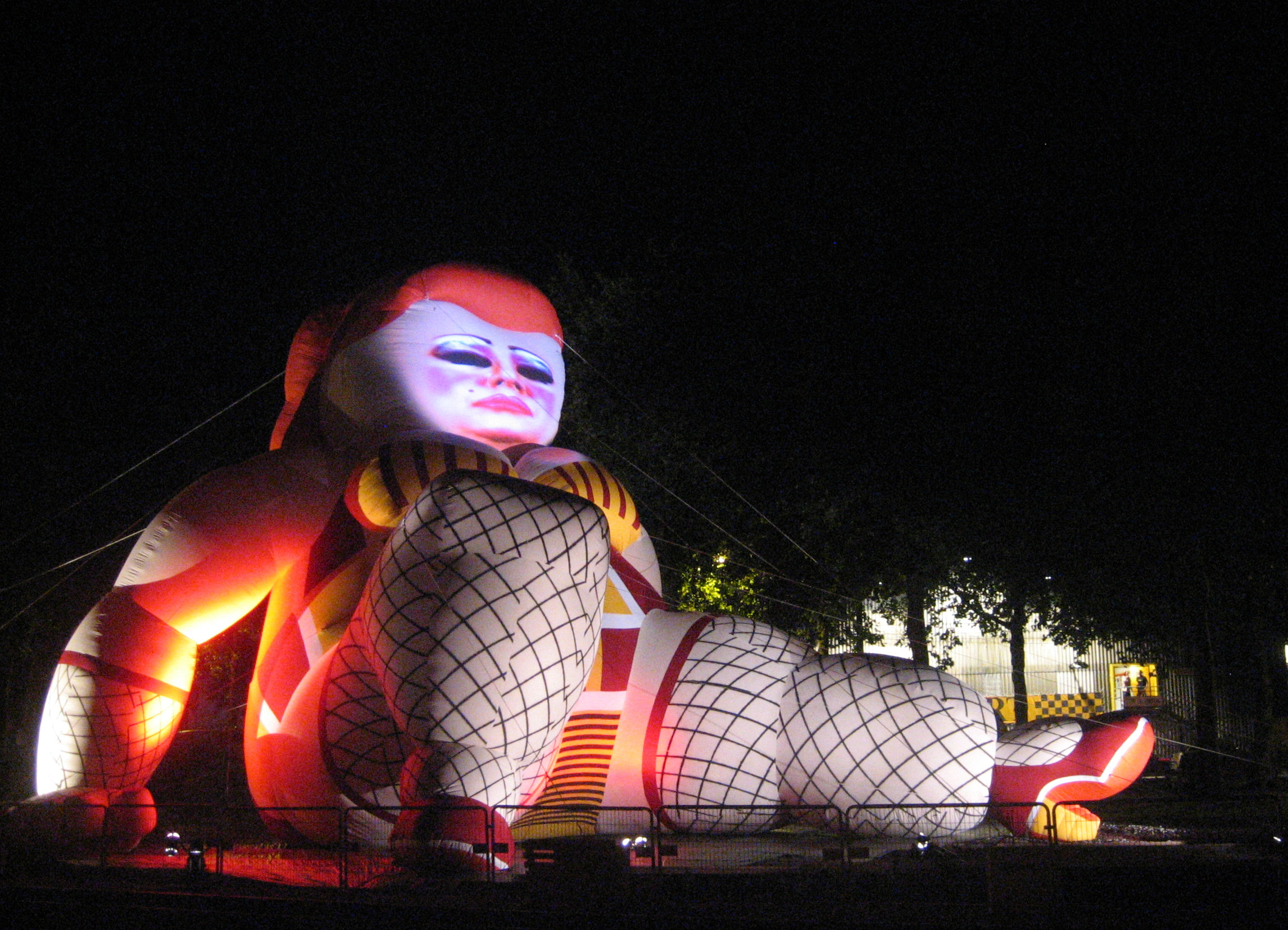
La plus grosse femme du monde (15 mètres de haut)
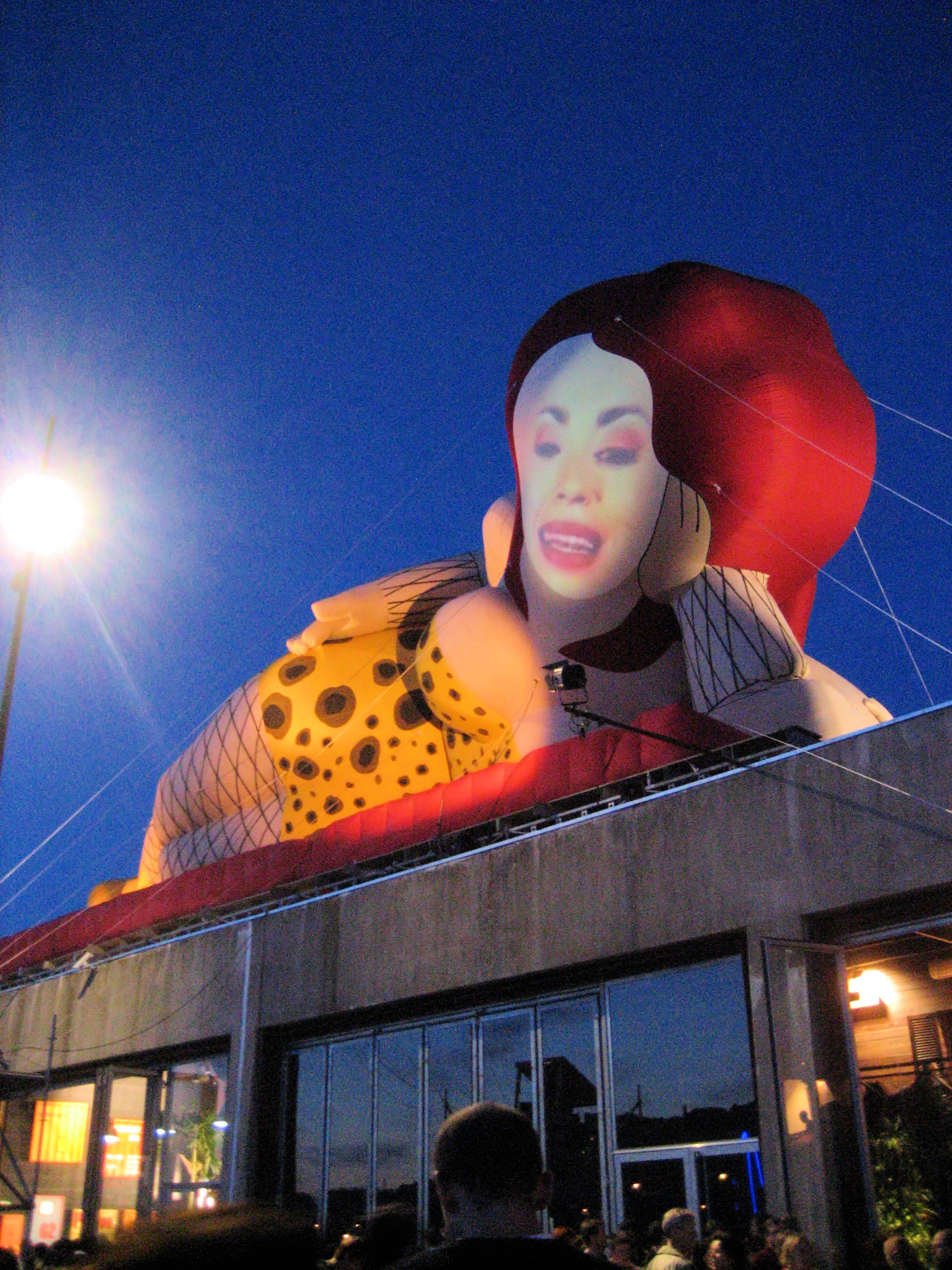
Lola Banana (25 mètres de long)

#### Œuvre (de Nantes à Saint-Nazaire)
Les œuvres des artistes suivants sont exposées, depuis Nantes jusqu'à Saint-Nazaire et en descendant le cours du fleuve :
- Nantes :
  - Les Anneaux[4] ;
  - 108 Brigands, Yan Pei-Ming (hôtel de région) ;
  - Hôtel Nantes, Tatzu Nishi (place Royale) ;
  - La Galerie des Machines, Pierre Orefice et François Delarozière (île de Nantes, quai des Antilles) ;
  - Nantes, Pierrick Sorin (château des ducs de Bretagne) ;
  - Œuvre, Anish Kapoor (musée des beaux-arts) ;
  - Ondulation, Thomas Mcintosh, Mikko Hynninen et Emmanuel Madan (le Lieu unique) ;
  - Parallèles, Morgane Tschiember (hôtel du département) ;
  - Rêve municipal, Bevis Martin et Charlie Youle (île de Nantes, hall Alstom 5) ;
  - Rouge Baiser, Frac des Pays de la Loire (île de Nantes, hangar à bananes) ;
  - Tunnel Saint-Félix, Ange Leccia (tunnel Saint-Félix) ;

- Rezé : 
  - Bitfall, Julius Popp (Trentemoult) ;

- Saint-Herblain, Couëron, Cordemais, Paimbœuf puis Saint-Nazaire :
  - Canard de bain, Florentijn Hofman

- Bouguenais :
  - Sans titre, Honoré d'O ;

Indre :
- - La Machine à remplir la Loire, Concept Plastique ;

- Couëron :
  - Did I miss something?, Jeppe Hein (œuvre pérenne) ;

- Saint-Jean-de-Boiseau :
  - Capitaine Cat, Alain Séchas ;

- Le Pellerin :
  - Misconceivable, Erwin Wurm (canal de la Martinière) ;

- Cordemais :
  - Sans titre, Alexandre Ponomarev et Fabrice Hyber ;

- Frossay :
  - Rassemblement d'architectures mobiles et d'habitats légers, Atelier Van Lieshout, Kevin Van Braak, Martin Ruiz de Azúa,  Gilles Ebersolt,  Denis Oudendijk, Violette Le Queré, Christophe Bodinier, Benjamin Boré, Julien Perraud, Dré Wapernaar, Nathalie Bles, Serge Stephan et Thomas Lanfranchi ;

- Lavau-sur-Loire :
  - Maison dans la Loire, Jean-Luc Courcoult ;
  - L'Observatoire, Tadashi Kawamata (œuvre pérenne) ;

- Paimbœuf :
  - Le Jardin étoilé, Kinya Maruyama (œuvre pérenne) ;

- Saint-Nazaire :
  - Suite de triangles, Felice Varini (œuvre pérenne) ;

#### Artistes

##### Par ordre alphabétique
A
- Atelier Van Lieshout

B
- Nathalie Bles
- Christophe Bodinier
- Benjamin Boré
- Patrick Bouchain
- Daniel Buren

C
- Concept Plastique

D
- François Delarozière

E
- Gilles Ebersolt

H
- Jeppe Hein
- Florentijn Hofman
- Honoré d'O
- Fabrice Hyber

K
- Tadashi Kawamata
- Anish Kapoor

L
- Thomas Lanfranchi
- Ange Leccia
- Violette Le Queré

M
- Kinya Maruyama
- Bevis Martin
- Thomas Mc Intosh
- François Morellet

N
- Tatzu Nishi

O
- Pierre Orefice
- Denis Oudendijk

P
- Yan Pei-Ming
- Julien Perraud
- Alexandre Ponomarev
- Julius Popp

R
- Martin Ruiz de Azúa

S
- Alain Séchas
- Serge Stephan
- Pierrick Sorin

T
- Morgane Tschiember

V
- Kevin Van Braak

W
- Dré Wapernaar
- Erwin Wurm

Y
- Charlie Youle

##### Par ville

###### Bouguenais
- Honoré d'O

###### Cordemais
- Fabrice Hyber
- Alexandre Ponomarev

###### Couëron
- Jeppe Hein

###### Frossay
- Atelier Van Lieshout
- Nathalie Bles
- Christophe Bodinier
- Benjamin Boré
- Gilles Ebersolt
- Thomas Lanfranchi
- Violette Le Queré
- Denis Oudendijk
- Julien Perraud
- Martin Ruiz de Azúa
- Serge Stephan
- Kevin Van Braak
- Dré Wapernaar

###### Indre-Haut-Indre
- Concept Plastique

###### Lavau-sur-Loire
- Jean-Luc Courcoult
- Tadashi Kawamata

###### Nantes
- Patrick Bouchain
- Daniel Buren
- François Delarozière
- Anish Kapoor
- Ange Leccia
- Bevis Martin
- Thomas Mc Intosh
- François Morellet
- Tatzu Nishi
- Pierre Orefice
- Yan Pei-Ming
- Pierrick Sorin
- Morgane Tschiember
- Charlie Youle

###### Paimbœuf
- Kinya Maruyama

###### Le Pellerin
- Erwin Wurm

###### Rezé(Trentemoult)
- Julius Popp

###### Saint-Herblain
- Florentijn Hofman

###### Saint-Jean-de-Boiseau
- Alain Séchas

### 2009
Les œuvres des artistes suivants sont exposées, depuis Nantes jusqu'à Saint-Nazaire et en descendant le cours du fleuve :
- Nantes :
  - A.P.N.É., Climats ouverts ;
  - Atelier Van Lieshout, L'Absence ;
  - Céleste Boursier-Mougenot, From Here to Ear ;
  - Angela Bulloch, Zebra crossing
  - Ange Leccia, Nymphéa ;
  - Vincent Mauger, Sans titre ;
  - Tania Mouraud, Ad Infinitum ;
  - Ernesto Neto, A culpa civilizada ;
  - Stéphane Thidet, La Meute ;
  - Stéphane Thidet, Le Refuge ;

- Rezé (Trentemoult) :
  - Roman Signer, Le Pendule;

- Indre :
  - Jimmie Durham, Serpentine rouge ;

- Saint-Jean-de-Boiseau :
  - Gino de Dominicis, d'Io ;

- Frossay :
  - Éric Watt, Le Voyage liquide ;

- Bouée / Cordemais :
  - Tatzu Nishi, Villa cheminée (œuvre pérenne) ;

- Frossay (Le Carnet) :
  - I.C.I.! Instant Carnet Island, Rassemblement de micro-architectures et habitats légers ;

- Saint-Nazaire :
  - Gilles Clément, Le Jardin du Tiers Paysage (œuvre pérenne destinée à être complétée jusqu'à l'édition 2011).
  - Anthony McCall, The Vertical Works ;
  - Rivane Neuen-Schwander et Cao Guimarães, Quarta-feira de cinzas / Épilogue ;
  - Paola Pivi, I Wish I Am Fish ;

### 2012

#### Caractéristiques
Estuaire 2012 a lieu du 15 juin au 19 août 2012. Initialement prévue en 2011, afin de cadrer avec le caractère de biennale de l'événement s'étant tenu précédemment en 2007 et 2009, l'édition est repoussée à l'année suivante. Il s'agit de la dernière édition du festival.
Estuaire 2012 compte 30 œuvres : 29 sur 12 communes le long de l'estuaire de la Loire et une à l'abbaye de Fontevraud en Maine-et-Loire. 9 sont des nouvelles œuvres pérennes, qui ne sont pas démontées à la fin de l'édition et s'ajoute aux 11 autres œuvres pérennes précédemment installées en 2007 et 2009.

#### Œuvres
| Œuvre                                                   | Auteur                             | Commune               | Lieu                                                | Géolocalisation                    |
| ------------------------------------------------------- | ---------------------------------- | --------------------- | --------------------------------------------------- | ---------------------------------- |
| Mort en été                                             | Claude Lévêque                     | Fontevraud-l'Abbaye   | Abbaye de Fontevraud                                | 47° 10′ 52″ nord, 0° 03′ 06″ est   |
| Péage Sauvage                                           | Observatorium                      | Nantes                | Petite Amazonie                                     | 47° 13′ 00″ nord, 1° 31′ 52″ ouest |
| Changing Rooms                                          | Leandro Erlich                     | Nantes                | Hôtel de région des Pays de la Loire                | 47° 12′ 41″ nord, 1° 31′ 30″ ouest |
| L'Île flottante                                         | Fabrice Hyber                      | Nantes                | Canal Saint-Félix                                   | 47° 12′ 56″ nord, 1° 32′ 39″ ouest |
| Nymphéa                                                 | Ange Leccia                        | Nantes                | Canal Saint-Félix                                   | 47° 12′ 58″ nord, 1° 32′ 48″ ouest |
| De temps en temps                                       | François Morellet                  | Nantes                | Bâtiment Harmonie Atlantique                        | 47° 12′ 28″ nord, 1° 33′ 52″ ouest |
| The Zebra Crossing - Regulations and General Directions | Angela Bulloch                     | Nantes                | Bâtiment Manny                                      | 47° 12′ 25″ nord, 1° 33′ 39″ ouest |
| Air                                                     | Rolf Julius                        | Nantes                | Bâtiment Manny                                      | 47° 12′ 25″ nord, 1° 33′ 39″ ouest |
| L'Absence                                               | Atelier Van Lieshout               | Nantes                | École nationale supérieure d'architecture de Nantes | 47° 12′ 27″ nord, 1° 33′ 26″ ouest |
| Hollow places court in ash-tree wood                    | Jessica Stockholder                | Nantes                | École nationale supérieure d'architecture de Nantes | 47° 12′ 27″ nord, 1° 33′ 26″ ouest |
| Station Prouvé                                          | Jean Prouvé                        | Nantes                | Parc des Chantiers                                  | 47° 12′ 19″ nord, 1° 34′ 00″ ouest |
| Lunar Tree                                              | Mrzyk & Moriceau                   | Nantes                | Square Maurice-Schwob                               | 47° 12′ 04″ nord, 1° 34′ 53″ ouest |
| Le Pendule                                              | Roman Signer                       | Rezé                  | Trentemoult                                         | 47° 11′ 36″ nord, 1° 35′ 14″ ouest |
| The Settlers                                            | Sarah Sze                          | Bouguenais            | Port Lavigne                                        | 47° 11′ 15″ nord, 1° 38′ 19″ ouest |
| Serpentine rouge                                        | Jimmie Durham                      | Indre                 |                                                     | 47° 11′ 53″ nord, 1° 40′ 29″ ouest |
| Maison dans la Loire                                    | Jean-Luc Courcoult                 | Couëron               | Loire                                               | 47° 16′ 04″ nord, 1° 49′ 57″ ouest |
| Chambres d'artistes                                     | Multiples                          | Saint-Jean-de-Boiseau | Château du Pé                                       | 47° 11′ 56″ nord, 1° 43′ 16″ ouest |
| L'Observatoire                                          | Tadashi Kawamata                   | Lavau-sur-Loire       |                                                     | 47° 17′ 53″ nord, 1° 58′ 20″ ouest |
| Le Jardin étoilé                                        | Kinya Maruyama                     | Paimbœuf              |                                                     | 47° 17′ 12″ nord, 2° 01′ 01″ ouest |
| Serpent d'océan                                         | Huang Yong Ping                    | Saint-Brevin-les-Pins | Pointe de Mindin                                    | 47° 16′ 07″ nord, 2° 10′ 15″ ouest |
| Jardin du Tiers-Paysage                                 | Gilles Clément                     | Saint-Nazaire         | Base sous-marine de Saint-Nazaire                   | 47° 16′ 36″ nord, 2° 12′ 09″ ouest |
| Exposition                                              |                                    | Saint-Nazaire         | LiFE                                                | 47° 16′ 29″ nord, 2° 12′ 10″ ouest |
| L'Équilibre des contraires                              | Vincent Ganivet et Séverine Hubard | Saint-Nazaire         | Le Grand Café                                       | 47° 16′ 24″ nord, 2° 12′ 22″ ouest |